# Месје 1
Месје 1 или М1 је остатак супернове у сазвежђу Бик која се налази у Месјеовом каталогу објеката дубоког неба.
Рак маглина (М1, NGC 1952), или Краб (енглески Crab: рак) маглина, настала је експлозијом супернове 1054. године у сазвежђу Бика. Џон Бевис открио ју 1731. године, а поново ју је посматрао Шарл Месје 1758. године. У Месјеовом каталогу Рак маглина заведена је као М1. Рак маглина је од Земље удаљена 2000 pc.
Снажну експлозију супернове у јулу 1054. забележили су кинески астрономи. Према њиховом опису супернова је била током 23 дана видљива и по дану, а у максимуму је достигла привидну магнитуду од -6, што би значило да је била сјајнија и од Венере, која је иначе најсветлије небеско тело (после Сунца и Месеца) посматрано са Земље. Експлозија је резултовала садашњим облаком гаса и прашине који се тренутно шири брзином од 1500 км, а тренутни пречник износи 3.4 pc.
У центру ове маглине сада се налази пулсар (или неутронска звезда), са пречником од тек 30 км и периодом ротације од свега 33 милисекунде. Ова звезда емитује зрачење у области гама до X дела спектра.
Деклинација објекта је + 22° 0' 52" а ректасцензија 5h 34m 31,9s. Привидна величина (магнитуда) објекта М1 износи 8,4. М1 је још познат и под ознакама NGC 1952, LBN 833, Sh2-244, CED 53, Taurus A, Crab nebula.

## Историја посматрања
Савремено схватање да је Ракова маглина настала од распадом супернове сеже уназад до 1921. године, када је Карл Ото Лампленд објавио да је видео промене у структури маглине.[d] Ово је на крају довело до закључка да стварање Раковине маглине кореспондира сјајној супернови SN 1054 коју су снимили древни астрономи 1054. године.

### Прва идентификација
Ракова маглина је први пут идентификована 1731. од стране Џона Бевиса. Маглину је независно поново открио 1758. Чарлс Месје док је посматрао сјајну комету. Месије ју је каталогизовао као први унос у свом каталогу објеката сличних комети; године 1757. Алексис Клеро је преиспитао прорачуне Едмунда Халеја и предвидео повратак Халејеве комете крајем 1758. Тачно време повратка комете захтевало је разматрање поремећаја њене орбите изазване планетама у Сунчевом систему као што је Јупитер, које су Клеро и његова два сарадника Жером Лаланд и Никол-Рајн Лепот извршили прецизније од Халеја, откривши да би комета требало да се појави у сазвежђу Бика. Шарл Месје је у неуспешној потрази за кометом пронашао Ракову маглину, за коју је у почетку мислио да је Халејева комета. Након извесног посматрања, приметивши да се објекат који је посматрао не креће по небу, Месје је закључио да објекат није комета. Месије је тада схватио корисност састављања каталога небеских објеката маглене природе, који су фиксирани на небу, како би се избегла њигова погрешна каталогизација као комете. Ово сазнање га је навело да састави „Месјеов каталог“.
Вилијам Хершел је посматрао Ракову маглину много пута између 1783. и 1809. године, али није познато да ли је био свестан њеног постојања 1783, или ју је открио независно од Месјеа и Бевиса. После неколико посматрања, закључио је да је састављена од групе звезда. Вилијам Парсонс, трећи гроф од Роса, посматрао је маглину у замку Бир 1844. године користећи телескоп од 36 in (0,9 m)  и назвао објекат „Ракова маглина“ јер је цртеж који је он направио изгледао као рак. Касније ју је поново посматрао, 1848. године, користећи телескоп од 72 in (1,8 m), али није могао да потврди наводну сличност, мада се име ипак задржало.

### Веза на СН 1054
Ракова маглина је била први астрономски објекат за који је препознато да је повезан са експлозијом супернове. Почетком двадесетог века, анализа раних фотографија маглине направљених у размаку од неколико година открила је да се шири. Праћење експанзије уназад открило је да је маглина морала постати видљива на Земљи пре око 900 година. Историјски записи су открили да су кинески астрономи 4. јула 1054. године, а вероватно и јапански посматрачи, запазили нову звезду која је довољно сјајна да се може видети током дана на истом делу неба.
Године 1913, када је Весто Слифер регистровао своју спектроскопску студију неба, Ракова маглина је поново била један од првих објеката који су проучавани. Промене у облаку, које сугеришу његов мали обим, открио је Карл Лампланд 1921. године. Исте године, Џон Чарлс Данкан је показао да се остатак шири, док је Кнут Лундмарк приметио његову близину гостујућој звезди из 1054.
Едвин Хабл је 1928. године предложио повезивање облака са звездом 1054, идеја која је остала контроверзна све док се није разумела природа супернова, а Николас Мејал је био тај који је указао да је звезда 1054 несумњиво супернова чија је експлозија произвела Ракова маглину. Потрага за историјским суперновама је почела у том тренутку: пронађено је још седам историјских виђења упоређивањем савремених посматрања остатака супернове са астрономским документима прошлих векова.
Након првобитне везе са кинеским запажањима, 1934. године су направљене везе са јапанском референцом из 13. века на „гостујућу звезду“ у Мејгецукију неколико недеља пре кинеске референце. Тај се догађај дуго сматрао незабележеним у исламској астрономији, али је 1978. пронађена референца у копији из 13. века коју је направио Ибн Аби Усаибија о делу Ибн Бутлана, несторијанског хришћанског лекара који је био активан у Багдаду у време супернова.
С обзиром на велику удаљеност, дневна „гостујућа звезда“ коју су Кинези посматрали могла је да буде само супернова — масивна звезда која је експлодирала, након што је исцрпела залихе енергије нуклеарном фузијом и колапсирала у саму себе. Недавна анализа историјских записа открила је да се супернова која је створила Ракова маглину вероватно појавила у априлу или почетком маја, доспевши се до свог максималног сјаја између привидне магнитуде -7 и -4,5 (светлија чак и од Венере -4,2 и свега на ноћном небу осим Месеца) до јула. Супернова је била видљива голим оком око две године након првог посматрања.